# Strimmig trädklättrare
Strimmig trädklättrare (Xiphorhynchus obsoletus) är en fågel i familjen ugnsfåglar inom ordningen tättingar.

## Utseende och läte
Strimmig trädklättrare är en medelstor trädklättrare. Näbben är relativt rak och ljus, dock inte lika rak som hos svärdnäbbad trädklättrare. Fjäderdräkten är beigestreckad på huvud, rygg och bröst, därav namnet. Lätet består av en rätt hård stigande drill.

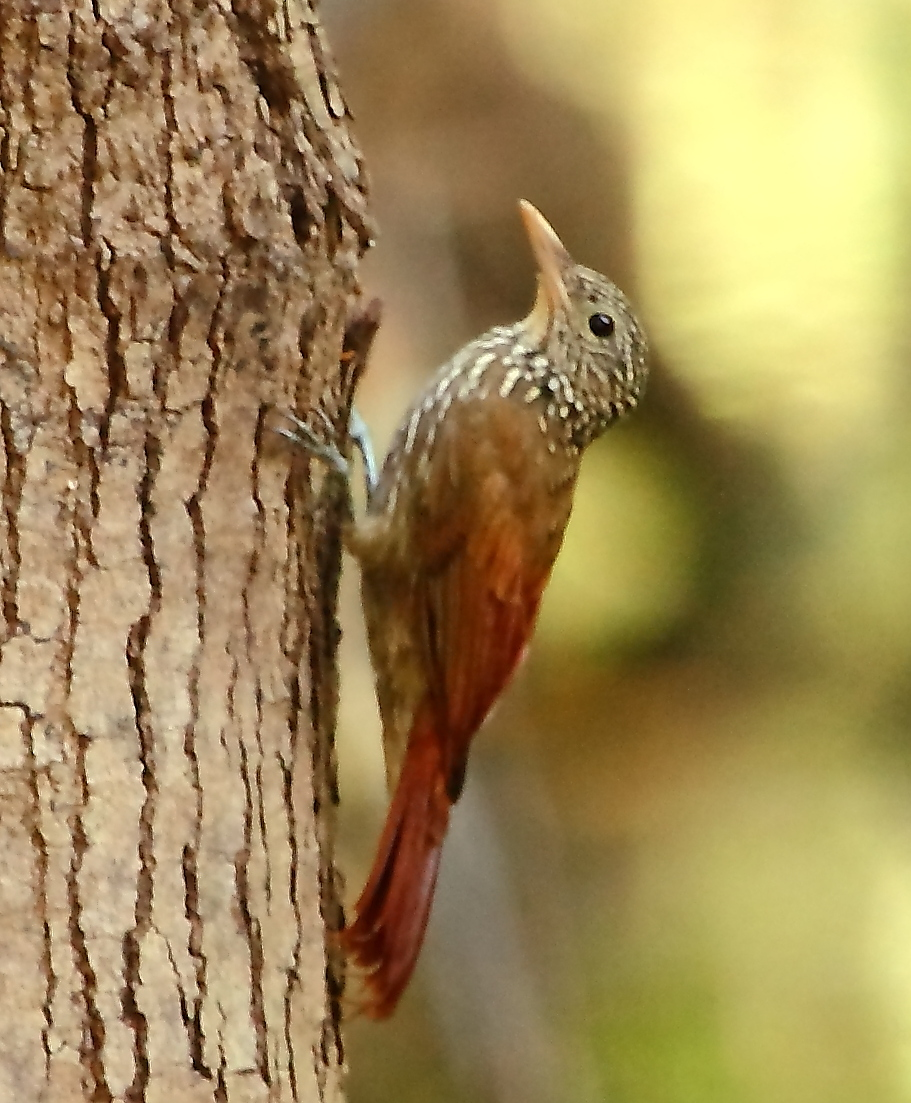

## Utbredning och systematik
Strimmig trädklättrare delas in i fyra underarter:
- Xiphorhynchus obsoletus. obsoletus – förekommer i östra Amazonområdet (östra Venezuela, Guyana och norra Brasilien)
- Xiphorhynchus obsoletus notatus – förekommer från östra Colombia till södra Venezuela och näraliggande nordvästra Brasilien
- Xiphorhynchus obsoletus caicarae - förekommer i mellersta Orinoco-dalen i centrala Venezuela (nordvästra Bolívar)
- Xiphorhynchus obsoletus palliatus – förekommer i västra Amazonområdet (sydöstra Colombia, nordöstra Bolivia och västra Amazonområdet i Brasilien)

## Levnadssätt
Strimmig trädklättrare hittas i låglänta skogar, framför allt flodnära och várzea. Där ses den huvudsakligen i skogens nedre och mellersta skikt, ibland som en del av kringvandrande artblandade flockar.

## Status och hot
Arten har ett stort utbredningsområde, men tros minska i antal, dock inte tillräckligt kraftigt för att den ska betraktas som hotad. Internationella naturvårdsunionen IUCN listar arten som livskraftig (LC).